# Reinhard Marx
Reinhard Marx (Geseke, 21 de setembro de 1953) é um cardeal alemão, atual arcebispo da Arquidiocese de Munique e Freising e coordenador do Conselho para a Economia.

## Biografia
Foi ordenado presbítero pelo arcebispo Johannes Joachim Degenhardt a 2 de junho de 1979, incardinado à Arquidiocese de Paderborn. Em 1989 doutorou-se em Teologia pela Universidade de Bochum.
A 23 de julho de 1996 foi nomeado bispo-auxiliar da Arquidiocese de Paderborn, e bispo-titular de Petina, pelo Papa João Paulo II. A ordenação episcopal decorreu a 21 de setembro (no seu quadragésimo terceiro aniversário) e teve como ordenante principal o arcebispo Johannes Joachim Degenhardt e como co-ordenantes os bispos Hans Drewes e Paul Consbruch.

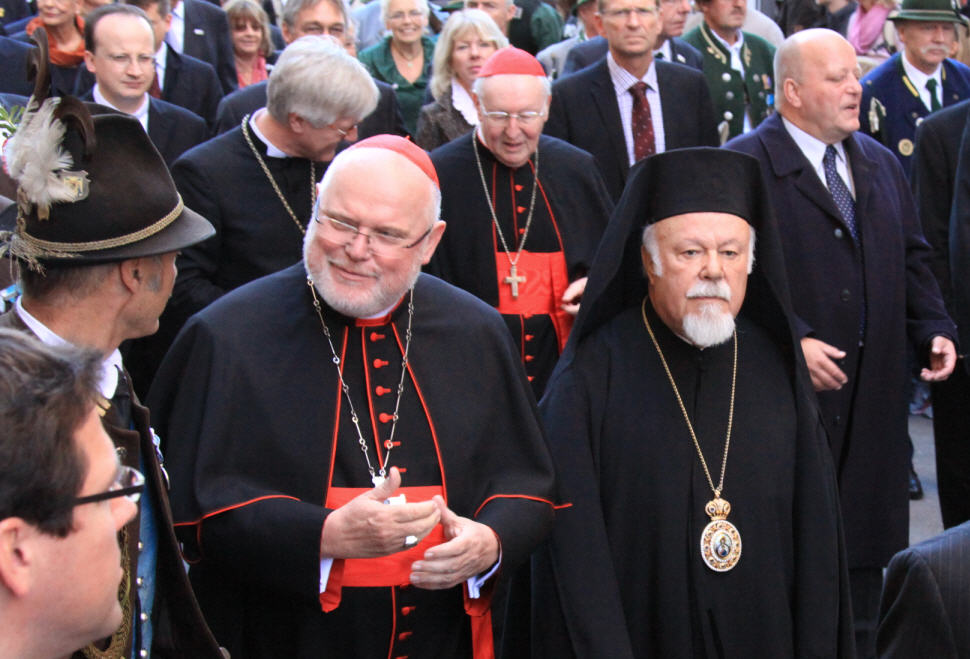
Em Munique, em 2012

Em 20 de dezembro de 2001 foi nomeado bispo de Diocese de Tréveris, a diocese mais antiga da Alemanha, sucedendo a Hermann Josef Spital.
Posteriormente, a 30 de novembro de 2007, foi nomeado arcebispo de Munique e Freising pelo Papa Bento XVI, arquidiocese que liderou antes de trabalhar na Cúria Romana. Realizou o seu ingresso solene na Catedral de Munique a 2 de fevereiro de 2008.
Foi criado cardeal-presbítero no consistório de 20 de novembro de 2010 por Bento XVI, com o título de São Corbiniano, primeiro bispo da sua arquidiocese.
Atualmente integra a Conferência dos Bispos Alemães, é membro da Congregação para a Educação Católica, do Pontifício Conselho Justiça e Paz e da Congregação para as Igrejas Orientais.
Em 22 de março de 2012 foi eleito presidente da Comissão das Conferências Episcopais da Comunidade Europeia.
Em 12 de março de 2014 foi eleito presidente da Conferência dos Bispos Alemães, cargo que conservou até 3 de março de 2020, quando Georg Bätzing lhe sucedeu.

## Conclaves
- Conclave de 2013 - participou da eleição do papa Francisco
- Conclave de 2025 - participou da eleição de Robert Francis Prevost como Papa Leão XIV.

## Brasões
| episcopado                      | Brasão    | Brasão do escudo: |
| Bispo-auxiliar em Paderborn     | zentriert | Esquartelado, um em um vermelho dourado atravessar o casaco diocese de armas de Paderborn, 2 águia dupla em uma cruz preta que lembra o St. Clement-komende em Dortmund, originalmente um ramo da Ordem Teutônica, agora Instituto Social da Arquidiocese de Paderborn, cujo diretor Reinhard Marx desde 1989 era. 3 do brasão de Arolsen, onde ele teve sua primeira vicaragem, 4 cruz branca sobre fundo azul, o brasão de sua cidade natal, Geseke. "Três quartos" do brasão episcopal, portanto, referem-se a estações biográficas do proprietário do brasão.     |
| Bispo de Trier                  | zentriert | Brasão grande, cruz vermelha sobre um fundo branco, brasão da diocese de Trier. Pequeno brasão montou sobre um fundo azul um leão dourado com asas com cabeça humana cheia de barba, uma Bíblia aberta, nas letras gregas Alpha e Omega, segurando a pata da frente. Este é o símbolo evangelista para o evangelista Mark . Assim, o brasão de armas era o "brasão falante", como a onomatopoética de São Marcos, que lembra o nome "Marx", que agora domina o brasão.                                                                                                |
| Arcebispo de Munique e Freising | zentriert | Foursquare , 1 e 3 em ouro, uma cabeça de larva vermelha com coroa vermelha, gola de renda e brinco, 2 e 4 em vermelho, um leão dourado com asas cheias de cabeça humana, uma Bíblia aberta, segurando as letras gregas Alpha e Omega na pata da frente. O brasão de armas mostra o Freisinger Mohr (tradicionalmente no brasão dos arcebispos de Munique) e uma variante do símbolo de São Marcos (leão alado e bíblia aberta), com base no presumido significado original do nome Marx ('Marks' ou 'Marx', Markus 'contratado, veja Marksburg = Markusburg) indica. |